# 竜門ダム (佐賀県)
竜門ダム（りゅうもんダム）は、佐賀県西松浦郡有田町大字大木字竜門、二級河川・有田川水系広瀬川に建設されたダムである。

## 概要
主に上流にある竜門峡の竜門の清水（名水百選）を集水し、水道水源として配水するためのダムである。

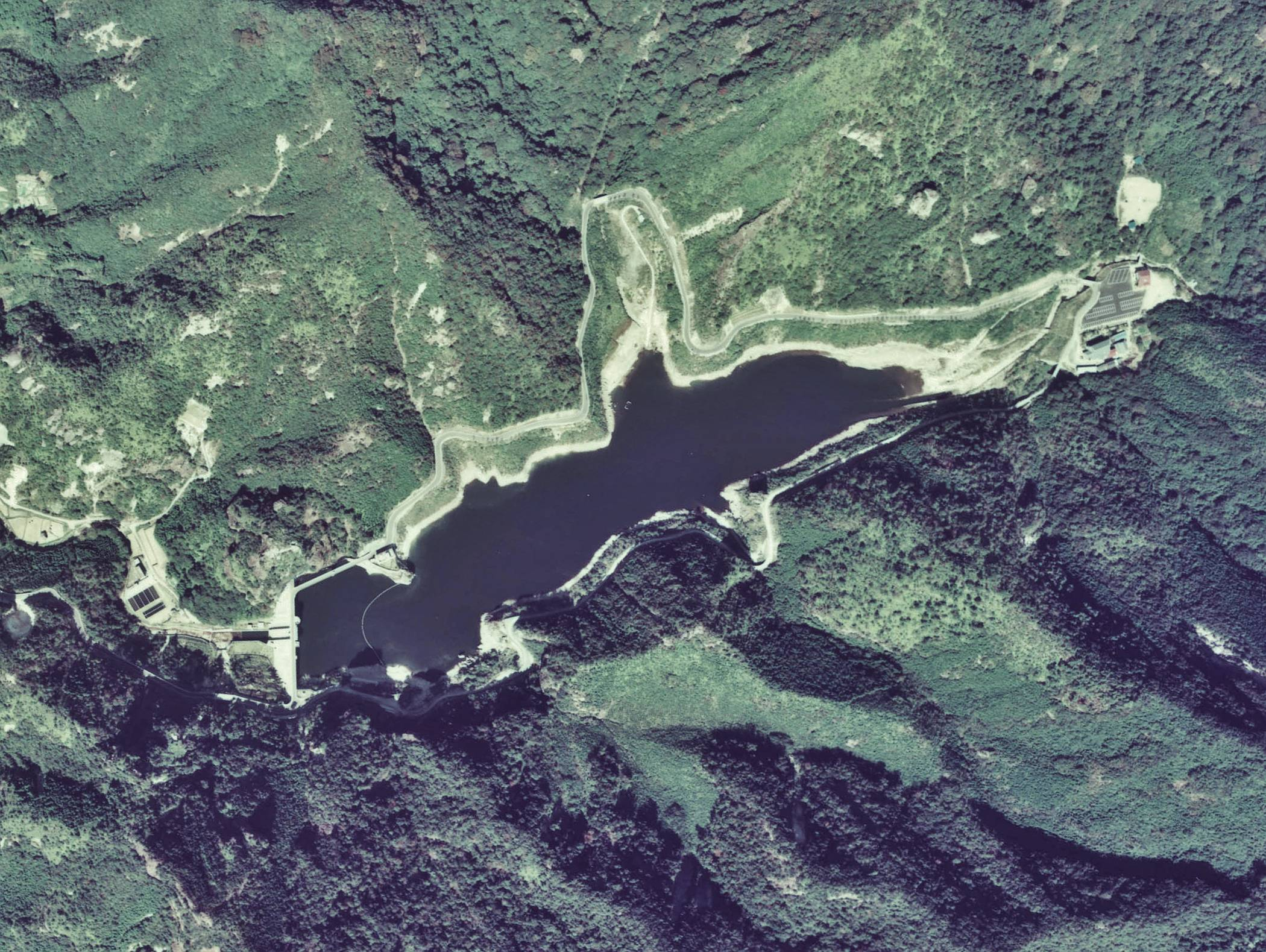
竜門ダム湖